# ISO 3166-2:BN
ISO 3166-2:BN è uno standard ISO che definisce i codici geografici del Brunei ed è un sottogruppo del codice ISO 3166-2.
Tali codici sono stati assegnati ai quattro distretti del paese e sono formati dalla sigla BN-, seguita da due lettere.

## Codici
| Codice | Distretto    |
| ------ | ------------ |
| BN-BE  | Belait       |
| BN-BM  | Brunei-Muara |
| BN-TE  | Temburong    |
| BN-TU  | Tutong       |